# Список науково-фантастичних тем
Нижче наведений перелік тем і статей про них, широко представлених у творах жанру наукової фантастики (кінематограф, відеоігри, література).

## Усеосяжні теми
- Перший контакт із прибульцями
- Штучний інтелект:
  - Правління машин
  - Повстання машин
  - Поглинання ШІ
- Іншопланетні організми
- Кінець людства: Апокаліпсис і постапокаліпсис
- Майбутнє:
  - Апокаліпсис і постапокаліпсис: Апокаліпсиси або катастрофи всесвітнього масштабу та нові спільноти, породжені цими подіями
- Історія:
  - Альтернативна історія
  - Наукове передбачення майбутнього (наприклад, психоісторія)
- Людські страхи
- Мова:
  - Мова неземних створінь (наприклад, клінгонська та гаттська)
  - Гіпотеза Сепіра — Ворфа (наприклад, «Вавилон-17» та «Мови Пао»)
  - Універсальні перекладачі
- Війни:
  - Міжзоряна війна
  - Зброя в науковій фантастиці

- Паралельні всесвіти або мультивсесвіт
- Філософія
- Секс та сексуальність:
  - ЛГБТ
  - Гендер
  - Розмноження та вагітність
- Симульована реальність і свідомість
- Соціальні теми
- Технологічна сингулярність
- Фентезі

## Істоти та сутності
- Штучні інтелекти:
  - Андроїди та ґіноїди
  - Штучне життя
  - Біологічні роботи
  - Кіборги
  - Репліканти
  - Імітована свідомість
- Персонажі:
  - Розсіяний професор[en]
  - Ґолем
  - Божевільний науковець
  - Червоні сорочки[en]
  - Космічні пірати
  - Суперсолдати
- Клони
- Динозаври
- Позаземне життя:
  - Альтернативна біохімія
  - Вторгнення
  - Астробіологія
  - Богоподібні прибульці
  - Принципи невтручання (наприклад, верховна директива)
  - Послання з космосу[en]
- Живі планети (наприклад, Еґо)
- Груповий розум
- Інфоморфи[en]
- Мутанти
- Перевтілювачі[en]
- Суперлюди[en]
- Суперорганізми
- Симбіоти
- НЛО
- Еволюція:
  - Палеоконтакт
  - Прогресор

## Зміни в тілі та свідомості
- Біологічне хакерство
- Біопанк
- Штучні органи
- Додаткові або покращені органи чуття:
  - Рентгенівський зір[en]
- Клони
- Нейрокомп'ютерний інтерфейс
- Генетична інженерія:
  - Суперраса
- Посилення інтелекту
- Невидимість[en]
- Збільшення тривалості життя та біологічне безсмертя:
  - Кріоніка
  - Цифрове безсмертя
  - Завантаження свідомості
  - Трансплантація органів
  - Крадіжка органів[en]
- Протезування
- Пам'ять:
  - Стирання або зміна пам'яті[en]
  - Обмін пам'яттю
  - Групова свідомість
  - Керування свідомістю
  - Обмін свідомостями[en]
- Екстрасенсорика:
  - Ясновидіння
  - Передпізнання
  - Пірокінез
  - Ретропізнання[en]
  - Телепатія
  - Телекінез

- Паразитизм[1][2][3][4][5]
- Психоделія
- Зміна розмірів[en]
- Перевтілювачі[en]
- Надлюдські сили[en]
- Телепортація
- Трансгуманізм
- Постгуманізм[en]

## Середовища існування
- Штучна планета[en]
- Гіпотеза зоопарку
- Аркологія
- Кіберпростір
- Місто під куполом
- Надземні міста[en]
- Майбутнє Землі:
  - Клімат
- Мегамісто[en]
- Пастораль[en]
- Надводні міста[en] та колонізація океану[en]:
  - Піратська утопія[en]
- Реаліті-телебачення[en]
- Колонізація космосу:
  - Колонізація Місяця
  - Екуменополіс
  - Пантропія
  - Зорі та екзопланетні системи:
    - Пустельна планета
    - Марс

  - Тераформування
- Космічні станції в мистецтві[en]
- Підземне місто[en]

## Політика
- Адгократія
- Анархо-капіталізм
- Капіталізм:
  - Корпорація зла
  - Мегакорпорація[en]
  - Неофеодалізм
- Когнітивна свобода
- Антиутопія та утопія:
  - Забруднення довкілля
  - Перенаселення
  - Технологічний утопізм[en]
  - Тоталітаризм
- Галактична імперія
- Алгократія
- Правоздатність
- Лібертаріанство
- Масовий нагляд за людьми[en]
- Телепатія
- Промивання мізків
- Національна безпека
- Економіка достатку
- Соціалізм:
  - Наносуспільство
- Техноетика[en]:
  - Біоетика
- Технофобія
- Технопрогресивізм[en]
- Тероризм:
  - Біотероризм
  - Екотероризм